# Liste mexikanischer Schriftsteller

## A
- Diego José Abad (1727–1779)
- Ermilio Abreu Gómez (1894–1971)
- Manuel Acuña (1849–1873)
- Brigitte Alexander (1911–1995)
- Ignacio Manuel Altamirano (1834–1893)
- Guadalupe Amor (1918–2000)
- Homero Aridjis (* 1940)
- Juan José Arreola (1918–2001)
- Guillermo Arriaga (* 1958)
- Mariano Azuela (1873–1952)

## B
- Juan Bañuelos (1932–2017)
- Huberto Batis (* 1934)
- Carmen Boullosa (* 1954)
- Gabriela Brimmer (1947–2000)

## C
- Nellie Campobello (1900–1986)
- Julieta Campos (1932–2007)
- Emilio Carballido (1925–2008)
- Ulises Carrión (1941–1989)
- Salvador Castañeda (* 1946)
- Rosario Castellanos (1925–1974)
- Alí Chumacero (1918–2010)
- Jorge Comensal (* 1987)
- Elsa Cross (* 1946)
- Juana Inés de la Cruz (1648–1695)
- Jorge Cuesta (1903–1942)

## D
- Salvador Díaz Mirón (1853–1928)
- Guadalupe Dueñas (1920–2002)

## E
- Salvador Elizondo (1932–2006)
- Ricardo Elizondo Elizondo (* 1950)
- Laura Esquivel (* 1950)

## F
- Guillermo J. Fadanelli (* 1963)
- José Joaquín Fernández de Lizardi (1776–1827)
- Jorge Ferretis (1902–1962)
- Carlos Fuentes (1928–2012)

## G
- Sergio Galindo (1926–1993)
- Juan García Ponce (1932–2003)
- Elena Garro (1920–1998)
- Gloria Gervitz (1943–2022)
- Margo Glantz (* 1930)
- José Gorostiza (1901–1973)
- Manuel Eduardo de Gorostiza (1789–1851)
- Manuel Gutiérrez Nájera (1859–1895)
- Martín Luis Guzmán (1887–1976)

## H
- Luis Ignacio Helguera (1962–2003)
- Efrén Hernández (1904–1958)
- David Huerta (1949–2022)
- Efraín Huerta (1914–1982)

## I
- Jorge Ibargüengoitia (1928–1983)

## J
- Bárbara Jacobs (* 1947)
- Francisco Jiménez (* 1943)

## L
- Vicente Leñero (1933–2014)
- Eduardo Lizalde (1929–2022)
- María Lombardo de Caso (1905–1964)
- Ramón López Velarde (1888–1921)

## M
- Mauricio Magdaleno (1906–1986)
- Ángeles Mastretta (* 1949)
- Antonio Mediz Bolio (1884–1957)
- Carlos Montemayor (1947–2010)
- Carlos Monsiváis (1938–2010)
- Myriam Moscona (* 1955)
- Rafael Muñoz (1899–1972)

## N
- Amado Nervo (1870–1919)
- Salvador Novo (1904–1974)

## P
- José Emilio Pacheco (1939–2014)
- Fernando del Paso (1935–2018)
- Octavio Paz (1914–1998)
- Carlos Pellicer (1897–1977)
- Sergio Pitol (1933–2018)
- Elena Poniatowska (* 1932)
- Guillermo Prieto (1818–1897)
- María Luisa Puga (1944–2004)

## R
- José Revueltas (1914–1976)
- Alfonso Reyes (1889–1959)
- Juan Rulfo (1917–1986)
- Alberto Ruy Sánchez (* 1951)

## S
- Jaime Sabines (1926–1999)
- Tomás Segovia (1927–2011)
- Esther Seligson (1941–2010)
- Javier Sicilia (* 1956)
- Carlos de Sigüenza y Góngora (1645–1700)
- Rafael Solana (1915–1992)
- Luis Spota (1925–1985)

## T
- José Juan Tablada (1871–1945)
- Paco Ignacio Taibo I (1924–2008)
- Paco Ignacio Taibo II (* 1949)
- Jaime Torres Bodet (1902–1974)
- Julio Torri (1889–1970)

## U
- Rodolfo Usigli (1905–1979)

## V
- Fernando Vallejo (* 1942)
- José Vasconcelos (1882–1959)
- Juan Pablo Villalobos (* 1973)
- Xavier Villaurrutia (1903–1950)
- Juan Villoro (* 1956)
- Jorge Volpi (* 1968)

## Y
- Agustín Yáñez (1904–1980)

## Z
- Gabriel Zaid (* 1934)
- Luis Zapata (1951–2020)
- Marius de Zayas (1880–1961)